# Therdonne
Therdonne és un municipi francès, situat al departament de l'Oise i a la regió dels Alts de França. L'any 2007 tenia 899 habitants.

## Demografia

### Població
El 2007 la població de fet de Therdonne era de 899 persones. Hi havia 372 famílies de les quals 92 eren unipersonals (52 homes vivint sols i 40 dones vivint soles), 128 parelles sense fills, 144 parelles amb fills i 8 famílies monoparentals amb fills.
La població ha evolucionat segons el següent gràfic:
Habitants censats

### Habitatges
El 2007 hi havia 399 habitatges, 373 eren l'habitatge principal de la família, 10 eren segones residències i 16 estaven desocupats. 330 eren cases i 66 eren apartaments. Dels 373 habitatges principals, 269 estaven ocupats pels seus propietaris, 96 estaven llogats i ocupats pels llogaters i 8 estaven cedits a títol gratuït; 5 tenien una cambra, 46 en tenien dues, 75 en tenien tres, 90 en tenien quatre i 157 en tenien cinc o més. 301 habitatges disposaven pel capbaix d'una plaça de pàrquing. A 164 habitatges hi havia un automòbil i a 182 n'hi havia dos o més.

### Piràmide de població
La piràmide de població per edats i sexe el 2009 era:
| Homes | Edats   | Dones |
| ----- | ------- | ----- |
| 0     | 95 o +  | 0     |
| 0     | 90 a 94 | 8     |
| 0     | 85 a 89 | 4     |
| 0     | 80 a 84 | 4     |
| 16    | 75 a 79 | 8     |
| 16    | 70 a 74 | 20    |
| 8     | 65 a 69 | 12    |
| 28    | 60 a 64 | 28    |
| 28    | 55 a 59 | 16    |
| 20    | 50 a 54 | 24    |
| 40    | 45 a 49 | 48    |
| 36    | 40 a 44 | 20    |
| 32    | 35 a 39 | 52    |
| 36    | 30 a 34 | 32    |
| 24    | 25 a 29 | 16    |
| 20    | 20 a 24 | 24    |
| 16    | 15 a 19 | 44    |
| 24    | 10 a 14 | 40    |
| 8     | 5 a 9   | 44    |
| 16    | 0 a 4   | 16    |

## Economia
El 2007 la població en edat de treballar era de 602 persones, 472 eren actives i 130 eren inactives. De les 472 persones actives 437 estaven ocupades (230 homes i 207 dones) i 35 estaven aturades (20 homes i 15 dones). De les 130 persones inactives 56 estaven jubilades, 27 estaven estudiant i 47 estaven classificades com a «altres inactius».

### Ingressos
El 2009 a Therdonne hi havia 353 unitats fiscals que integraven 885,5 persones, la mediana anual d'ingressos fiscals per persona era de 21.725 €.

### Activitats econòmiques
Dels 32 establiments que hi havia el 2007, 2 eren d'empreses extractives, 4 d'empreses de fabricació d'altres productes industrials, 6 d'empreses de construcció, 5 d'empreses de comerç i reparació d'automòbils, 1 d'una empresa de transport, 2 d'empreses d'informació i comunicació, 1 d'una empresa financera, 3 d'empreses immobiliàries, 4 d'empreses de serveis, 3 d'entitats de l'administració pública i 1 d'una empresa classificada com a «altres activitats de serveis».
Dels 6 establiments de servei als particulars que hi havia el 2009, 1 era una oficina de correu, 1 paleta, 3 electricistes i 1 empresa de construcció.
L'únic establiment comercial que hi havia el 2009 era una botiga d'electrodomèstics.
L'any 2000 a Therdonne hi havia 9 explotacions agrícoles que ocupaven un total de 1.020 hectàrees.

## Equipaments sanitaris i escolars
El 2009 hi havia una escola elemental.

## Poblacions més properes
El següent diagrama mostra les poblacions més properes.